# Maeba (album)

Immagine promozionale del disco

Altra immagine promozionale di Maeba

Maeba è il 74º album in studio della cantante italiana Mina. È stato pubblicato il 23 marzo 2018 dall'etichetta discografica PDU e distribuito da Sony Music.

## Storia
Dopo la pubblicazione dell'album Le migliori con Adriano Celentano nel 2016, e la riedizione Tutte le migliori pubblicata nel 2017, Mina ritorna nel 2018 con un album da solista. La copertina del disco, curata da Mauro Balletti e Gianni Ronco e per la grafica da Giuseppe Spada, mostra la cantante in sembianze aliene, immagine utilizzata nella finale del Festival di Sanremo 2018 attraverso un ologramma della cantante. Inoltre la raffigurazione di Mina in versione alieno era già stata mostrata nel disco Piccolino del 2011. Dal 19 marzo, quattro giorni prima della pubblicazione, i brani del disco sono stati trasmessi in anteprima su Radio Capital. Alla realizzazione del disco hanno partecipato compositori che avevano già collaborato con Mina in molti progetti, in particolare per i dischi Facile e Caramella. Tra questi possiamo citare Danilo Rea, Alfredo Golino, Alberto Anelli (autore di L'importante è finire), Federico Spagnoli (autore di Questa donna insopportabile e Non mi ami), Franco Serafini, Paolo Conte, Giorgio Calabrese, Andrea Mingardi, Davide Dileo (autore di La clessidra e Non ti voglio più).

## Descrizione
Il disco è composto da 10 inediti e due cover (tre se contiamo la ghost track Another Day of Sun). La produzione e gli arrangiamenti del progetto sono state affidate nuovamente a Massimiliano Pani, primogenito dell'artista. Nel disco figurano importanti collaborazioni, come quella in duetto con Paolo Conte, le postume con Paolo Limiti e Giorgio Calabrese e molte altre. L'album contiene molti generi, si passa dal rhythm & blues all’elettronica, dal rock al jazz. Inoltre è cantato in due lingue e un dialetto: rispettivamente italiano, inglese e dialetto napoletano. Il disco è stato registrato e missato presso gli studi PDU di Lugano, gli archi sono stati registrati presso lo studio Officine Meccaniche di Milano, mentre il mastering e transfer sono stati eseguiti da Alessandro Di Guglielmo presso lo studio Elettroformati.

Riguardo al significato del titolo Maeba, il figlio di Mina commenta:

## Edizioni
L'album, disponibile in pre-order già dal 2 marzo sia su iTunes che su Amazon, è stato distribuito in tre versioni: versione CD (digipack), vinile nero in edizione limitata a 1500 pezzi e vinile "picture disc" in un'edizione limitata a 500 pezzi in esclusiva per Amazon. Un'altra versione "picture disc", con diversa caricatura, è stata pubblicata il 13 aprile mentre un'altra edizione vinile, in tinta arancione, è stata pubblicata il 20 aprile. Un'ultima versione è quella del vinile color arancione. L'album è inoltre disponibile per il download digitale e streaming in tutte le piattaforme digitali.

## Promozione
L'album è anticipato dal singolo Volevo scriverti da tanto, in rotazione radiofonica a partire dal 9 marzo 2018, scritto da Maria Francesca Polli e composto da Moreno Ferrara. Un'altra anticipazione del disco è stato il singolo promozionale Another Day of Sun, che compare come ghost track ed è stato pubblicato il 9 febbraio 2018 per inaugurare la nuova campagna TIM con la cantante come testimonial. Inoltre, il giorno prima della pubblicazione, è stato presentato ai giornalisti il nuovo disco nello studio di registrazione di Mina a Lugano. All'evento ha partecipato il figlio e produttore dell'artista, Massimiliano Pani, che ha spiegato il progetto e l'ha fatto ascoltare in anteprima ai presenti. Il 25 marzo, giorno del 78º compleanno della cantante, il figlio Massimiliano ha presentato il progetto a Che tempo che fa da Fabio Fazio. Inoltre è stato realizzato da Vincenzo Mollica uno speciale intitolato Mina l'aliena che è andato in onda su Rai 1 il giorno di Pasqua alle ore 19:10 e che ha ripercorso i 60 anni di carriera dell'artista, mostrando in anteprima il sorprendente videoclip de Il tuo arredamento, brano scritto e composto da Zorama e diretto da Mauro Balletti.
Il 27 aprile è stato pubblicato "Il tuo arredamento" come secondo singolo ufficiale, mentre il terzo singolo "Troppe note" ha raggiunto le radio il 22 giugno.

## Videoclip
Dal disco sono stati pubblicati due video musicali:
- Volevo scriverti da tanto: video lettering curato da Mauro Balletti, pubblicato il 12 marzo 2018.
- Il tuo arredamento: videoclip in stile Hitchcock, diretto da Mauro Balletti e pubblicato il 1º aprile 2018.

## Accoglienza
| Recensione     | Giudizio |
| -------------- | -------- |
| AllMusicItalia |          |
| Rockol         |          |

Maeba è stato accolto positivamente dalla critica specializzata. Il sito Rockol ha dato un giudizio di 4/5 stelle, mentre All Music Italia un giudizio di 7.5/10, descrivendo il disco come: "il più completo del nuovo millennio proposto da Mina; non tutto è da dieci e lode ma tutto però ti sembra star bene dove sta, sorta di giusto ingrediente per garantire una torta gustosa e proporzionata nei sapori." L'agenzia ANSA descrive Mina come "un'aliena che arriva dalla galassia Maeba e cala sulla Terra con la sua collezione variopinta, audace, divertita di canzoni". Riguardo alle vendite, nel giorno di pubblicazione l'album ha ottenuto il primo posto su iTunes Italia, mentre ha raggiunto l'undicesimo posto in Spagna e Lussemburgo ed è apparso nella Top 50 della Francia, Bulgaria, Libano e Svizzera. L'album è rimasto alla vetta su iTunes per otto giorni consecutivi e ha debuttato al primo posto della classifica FIMI, sia degli Album, sia dei Vinili più venduti. L'11 giugno il disco è stato certificato disco d'oro per aver venduto più di 25 000 copie.

## Curiosità
- Il provino de Il tuo arredamento, scritto e composto da Zorama, fu inviato a Mina nel 2015, insieme ad altri tre pezzi. Tra questi la cantante ne pre-selezionò due.[24]
- Il brano Last Christmas, cover di George Michael, venne pubblicato sul canale Youtube di Mina come regalo natalizio a dicembre 2015, anno in cui l'artista è stata completamente assente dalle scene musicali.[25] Per la ripubblicazione nel disco il brano è stato arricchito nell'arrangiamento e cambiato nel finale.
- Altra cover contenuta nel disco è Heartbreak Hotel di Elvis Presley, rivisitata in chiave jazz.
- Le canzoni sono state registrate da Mina in due pomeriggi e realizzando due take di ogni brano.[26]
- Il duetto con Paolo Conte in A' minestrina è stato registrato separatamente, i due artisti non si sono mai incontrati. Inoltre questo è il primo duetto tra i due cantanti.
- La musica de Il mio amore disperato contiene una citazione di Libertango di Astor Piazzolla.
- Al di là del fiume è il quarantanovesimo brano composto da Giorgio Calabrese e cantato da Mina.[7]
- Nella tradizione, il nome Maeba è attribuito a una principessa polinesiana il cui amore verso un pescatore era ostacolato dal padre di lei, mentre per il disco della cantante, Maeba rappresenta il nome della galassia dal quale proviene l'aliena Mina.[27]
- Le collaborazioni con Paolo Limiti e Giorgio Calabrese sono considerate postume, poiché pubblicate dopo il decesso dei due autori.
- L'edizione fisica del disco presenta una ghost track: la cover Another Day of Sun.[28]
- Il brano Quando la smetterò, contenuto nell'album Le migliori con Adriano Celentano, doveva in realtà far parte di Maeba.
- Tre brani sono stati registrati in presa diretta.
- Il disco, in formato digipack, è formato da 6 pannelli, ha un booklet di 20 pagine e non menziona le durate delle canzoni.[29]

## Tracce
1. Volevo scriverti da tanto – 4:27 (testo: Maria Francesca Polli – musica: Moreno Ferrara)
2. Il mio amore disperato – 3:36 (testo: Paolo Limiti – musica: Alberto Anelli)
3. Ti meriti l'inferno – 4:34 (Federico Spagnoli)
4. Il tuo arredamento – 4:59 (Zorama Mariano Rongo)
5. Argini – 4:32 (testo: Marco Ciappelli, Francesco Sighieri – musica: Marco Ciappelli, Francesco Sighieri, Lele Fontana)
6. Last Christmas – 3:25 (George Michael)
7. 'A minestrina (feat. Paolo Conte) – 3:17 (Paolo Conte)
8. Heartbreak Hotel – 2:22 (testo: Mae Boren Axton, Thomas Durden, Elvis Presley)
9. Al di là del fiume – 3:25 (testo: Giorgio Calabrese – musica: Franco Serafini)
10. Troppe note – 4:06 (testo: Viola Serafini – musica: Franco Serafini)
11. Ci vuole un po' di R'n'R – 3:18 (testo: Andrea Mingardi – musica: Maurizio Tirelli, Andrea Mingardi)
12. Un soffio – 4:14 (testo: Luca Ragazzini – musica: Davide Dileo)

Durata totale: 46:15
Ghost track edizione CD
1. Another Day of Sun – 3:05 (testo: Benj Pasek, Justin Paul – musica: Justin Hurwitz)

## Classifiche
| Classifica (2018) | Posizione massima |
| ----------------- | ----------------- |
| Italia (Album)    | 1                 |
| Italia (Vinili)   | 1                 |

### Classifiche di fine anno
| Classifica (2018) | Posizione |
| ----------------- | --------- |
| Italia            | 50        |

## Date di pubblicazione
| Paese                 | Data           | Formato                   | Etichetta              |
| --------------------- | -------------- | ------------------------- | ---------------------- |
| Italia                | 23 marzo 2018  | CD, LP, Download digitale | PDU                    |
| Italia                | 13 aprile 2018 | Picture Disc              | PDU                    |
| Germania              | 23 marzo 2018  | CD, Download digitale     | Sony Music Switzerland |
| Spagna, Francia       | 23 marzo 2018  | Download digitale         | PDU                    |
| Inghilterra           | 23 marzo 2018  | Download digitale         | PDU                    |
| Inghilterra           | 30 marzo 2018  | CD, LP                    | EU Import              |
| Stati Uniti, Giappone | 30 marzo 2018  | CD, LP                    | Sony/Bmg Italy         |

## Formazione
- Mina – voce
- Luca Meneghello – chitarra acustica, slide guitar, chitarra elettrica
- Lorenzo Poli – basso
- Lele Melotti – batteria
- Nunzio Barbieri – chitarra classica
- Ugo Bongianni – tastiera, cori, fisarmonica, pianoforte
- Massimo Moriconi – basso, contrabbasso
- Alfredo Golino – batteria
- Nicolò Fragile – tastiera
- Danilo Rea – pianoforte, Fender Rhodes
- Giorgio Cocilovo – chitarra acustica, chitarra elettrica
- Franco Serafini – tastiera, cori, programmazione, sintetizzatore
- Andrea Cocilovo – chitarra
- Massimo Pitzianti – sintetizzatore, pianoforte
- Jino Touche – contrabbasso
- Daniele Moretto – tromba
- Andrea Andreoli – trombone
- Marco Scipione – sassofono tenore
- Gabriele Comeglio – flauto, sassofono contralto, clarinetto
- Massimiliano Pani, Milena Pani, Celeste Frigo – cori